# Clavulina cartilaginea
Clavulina cartilaginea é uma espécie de fungo pertencente à família Clavulinaceae.